# Abell 65
Abell 65 (également connue sous le nom de Sh2-52) est une nébuleuse planétaire visible dans la constellation du Sagittaire.
Elle est située dans la partie orientale de la constellation, à environ 4° au NNO de l'étoile ω Sagittarii. Elle ressemble à un petit disque dont la lumière recouvre presque exactement celle de la galaxie PGC 63654. La période la plus propice à son observation dans le ciel du soir se situe entre juin et novembre. Étant à une déclinaison de 23° S, son observation est légèrement facilitée par l'hémisphère sud.
Abell 65 est située à environ 1 500 pc (∼4 890 al) dans une région en dehors du plan galactique, au bord extérieur du bras du Sagittaire. Elle a une forme apparemment elliptique, bien que les observations menées sur la bande d'émission [OIII] révèlent un aspect bipolaire. Une bande sombre semble traverser le centre de la nébuleuse, tandis que l'étoile centrale est légèrement à l'ouest de celle-ci. La forte excitation de ses gaz indique que l'étoile centrale a une température de surface très élevée, probablement autour de 50 000 K. L'étoile centrale est en fait une étoile binaire, composée de deux composantes qui s'éclipsent avec une période de 0,58 jours. Les études sur le spectre de ces étoiles révèlent également des caractéristiques typiques des variables cataclysmiques,. La caractéristique de dualité de l'étoile centrale est également commune à d'autres nébuleuses planétaires, comme Abell 35.